# 中山インターチェンジ (愛知県)
中山インターチェンジ（なかやまインターチェンジ）は、愛知県豊田市西中山町にある猿投グリーンロードのインターチェンジである。
両方向への出入り口がある。

## 接続する道路
- 国道419号
- 愛知県道13号豊田多治見線

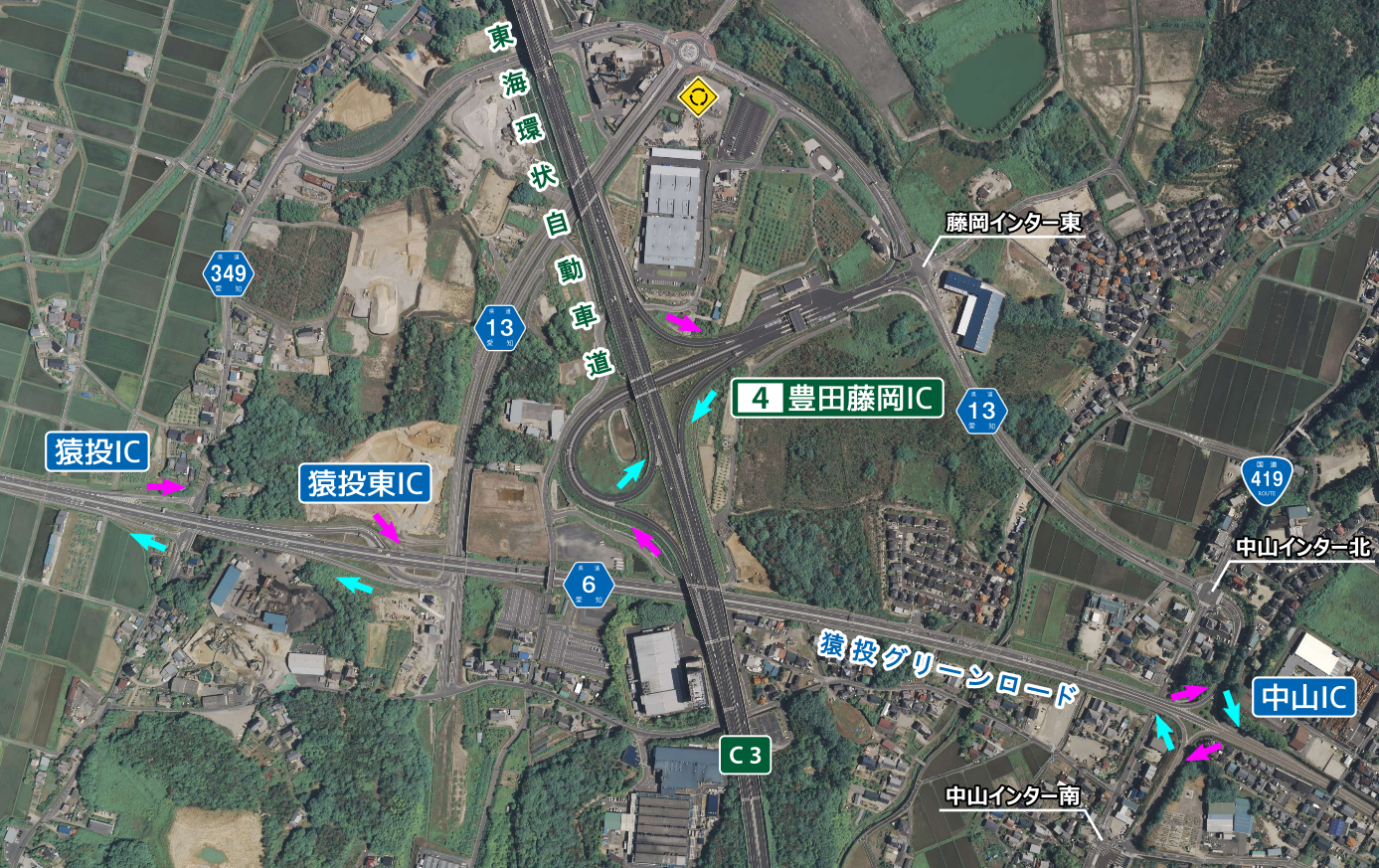
中山IC周辺 帰属：国土交通省「国土画像情報（カラー空中写真）」配布元：国土地理院地図・空中写真閲覧サービス

## 周辺
- 東海環状自動車道豊田藤岡IC
- 愛知県緑化センター
- 藤岡カントリークラブ

## その他
グリーンロードは当ICより西が4車線となる。そして4車線のまま、名古屋市中心部（東山通 - 広小路通）に至る。
2005年3月31日までは、グリーンロードで唯一豊田市にないインターチェンジであった（旧西加茂郡藤岡町）。

## 隣のインターチェンジ
猿投グリーンロード
猿投東IC - 中山IC - 西広瀬PA - 西広瀬TB - 西広瀬IC
当ICから八草方面へ向かう場合、終点まで出口はないので注意。